# Anié
Pour les articles homonymes, voir Anie.
Anié est le chef-lieu de la préfecture d'Anié. Cette ville est située dans la région des Plateaux à une trentaine de kilomètre de Atakpamé en direction du Nord du Togo.

## Géographie
La ville d'Anié (population de 61 000 habitants) est situé à environ 28 km de Atakpamé, dans la Région des plateaux. Elle est aussi le chef-lieu de la préfecture d'Anié. Elle est composée de six (06) cantons et de deux (02) communes.

## Vie économique
- Marché moderne

## Lieux publics
- Écoles primaires publiques et privées
- Collèges et lycées publics et privés
- CHP
- Radiodiffusion locale
- Hollyday

## Monuments et sites
- Église catholique